# Чемпионат мира по прыжкам на батуте 2001
22-й чемпионат мира по прыжкам на батуте проходил в  Оденсе, в Дании с 26 июля по 28 июля 2001 года.

## Результаты

### Мужчины

#### Батут
| Ранг | Гимнаст              | Страна     | Очки  |
| ---- | -------------------- | ---------- | ----- |
| 1    | Александр Москаленко | Россия     | 43.50 |
| 2    | Александр Чернонос   | Украина    | 41.40 |
| 3    | Алан Вилафуэрте      | Нидерланды | 40.20 |
| 4    | Дэвид Мартин         | Франция    | 38.80 |
| 5    | Юрий Никитин         | Украина    | 18.60 |
| 6    | Дмитрий Поляруш      | Беларусь   | 18.50 |
| 7    | Герман Хнычёв        | Россия     | 11.40 |
| 8    | Маркус Кубичка       | Германия   | 6.10  |

#### Батут (командный зачёт)
| Ранг | Страна   | Гимнаты                                                          | Очки   |
| ---- | -------- | ---------------------------------------------------------------- | ------ |
| 1    | Россия   | Александр Русаков Герман Хнычёв Александр Москаленко Сергей Ячев | 126.10 |
| 2    | Германия | Михаэль Зерт Маркус Кубицка Хенрик Штелик Михаэль Кубицка        | 121.20 |
| 3    | Франция  | Микаэль Жала Гийом Буржон Давид Мартен Себастьен Лефа            | 119.8  |
| 4    | Украина  | Ян Йорданов Юрий Никитин Александр Чернонос Денис Вражин         | 91.50  |
| 5    | Беларусь | Владимир Какорко Николай Казак Дмитрий Поляруш Евгений Беляев    | 90.20  |

#### Синхронные прыжки
| Ранг | Гимнаст                            | Страна         | Очки  |
| ---- | ---------------------------------- | -------------- | ----- |
| 1    | Александр Москаленко Герман Хнычёв | Россия         | 51.70 |
| 2    | Микаэль Серт Генрих Стехлик        | Германия       | 50.80 |
| 3    | Дмитрий Поляруш Евгений Беляев     | Беларусь       | 50.50 |
| 4    | Дайсуке Наката Такаюки Каваниши    | Япония         | 50.10 |
| 5    | Нуно Мерино Жоао Маркес            | Португалия     | 48.90 |
| 6    | Пол Симиз Ли Брэдли                | Великобритания | 48.60 |
| 7    | Аркадиуш Пишух Конрад Бояковски    | Польша         | 47.60 |
| 8    | Хавьер Гереро Асиер Зумета         | Испания        | 9.30  |

#### Дабл мини-трамп
| Ранг | Гимнаст         | Страна         | Очки  |
| ---- | --------------- | -------------- | ----- |
| 1    | Нуно Лико       | Португалия     | 63.90 |
| 2    | Аадео Невс      | Португалия     | 63.70 |
| 3    | Рудольфо Рангел | Бразилия       | 63.60 |
| 4    | Кит Дуглас      | США            | 62.90 |
| 5    | Джастин Дугал   | Новая Зеландия | 62.90 |
| 6    | Радостин Ратчев | Болгария       | 62.50 |
| 7    | Нильс Мелькерд  | Швеция         | 61.80 |
| 8    | Крис Митрук     | Канада         | 54.10 |

#### Дабл мини-трамп (командный зачёт)
| Ранг | Страна         | Гимнаст                                                       | Очки  |
| ---- | -------------- | ------------------------------------------------------------- | ----- |
| 1    | Португалия     | Amadeu Neves Nuno Lico Nuno Merino Diogo Faria                | 95.20 |
| 2    | Испания        | Asier Zumeta Javier Guerrero Ivan Ontiveros Jose Manuel Munoz | 94.20 |
| 3    | США            | Derrick Aldrich Keith Douglas David Ford Josh Vance           | 93.90 |
| 4    | Канада         | Chris Mitruk Ryan Ward Marti Myers Dave Parke                 | 63.40 |
| 5    | Новая Зеландия | Steve Vette Justin Dougal Chris Ormandy Anthony Jackson       | 53.20 |

#### Акробатическая дорожка
| Ранг | Гимнаст          | Страна         | Очки  |
| ---- | ---------------- | -------------- | ----- |
| 1    | Денис Сердюков   | Россия         | 77.30 |
| 2    | Николя Фурноs    | Франция        | 74.80 |
| 3    | Левон Петроян    | Россия         | 72.80 |
| 4    | Александр Дешане | Франция        | 71.30 |
| 5    | Фрэнк Хартман    | США            | 71.10 |
| 6    | Александр Барков | Литва          | 69.90 |
| 7    | Роберт Смол      | Великобритания | 69.00 |
| 8    | Тато Морубане    | ЮАР            | 68.90 |

#### Акробатическая дорожка (командный зачёт)
| Ранг | Страна         | Гимнаст                                                           | Очки   |
| ---- | -------------- | ----------------------------------------------------------------- | ------ |
| 1    | Россия         | Денис Сердюков Левон Петроян Алексей Батенко Алексей Крыжановский | 113.50 |
| 2    | ЮАР            | Тато Морубане Жакониа Сепермор Теко Могоси Эон ван Зил            | 110.00 |
| 3    | США            | Фрэнк Хартман Крис Хелтон Бред Девис Джаред Ольсен                | 108.30 |
| 4    | Великобритания | Роберт Смол Ричард Харрис Дэмиен Уолтерс                          | 107.10 |
| 5    | Франция        | Николя Фурно Александр Дешане Николя Диври Гаэль Манри            | 96.20  |

### Женщины

#### Прыжки на батуте
| Ранг | Гимнаст         | Страна         | Очки  |
| ---- | --------------- | -------------- | ----- |
| 1    | Анна Догонадзе  | Германия       | 40.80 |
| 2    | Ирина Караваева | Россия         | 40.70 |
| 3    | Клэр Райт       | Великобритания | 39.10 |
| 4    | Елена Мовчан    | Украина        | 39.10 |
| 5    | Карен Кокбёрн   | Канада         | 38.90 |
| 6    | Галина Лебедева | Беларусь       | 37.70 |
| 7    | Марина Муринова | Россия         | 37.40 |
| 8    | Оксана Цигулёва | Украина        | 5.80  |

#### Прыжки на батуте (командный зачёт)
| Ранг | Страна         | Гимнаст                                                              | Очки   |
| ---- | -------------- | -------------------------------------------------------------------- | ------ |
| 1    | Украина        | Оксана Цигулёва Юлия Домшевская Елена Мовчан Оксана Починок          | 115.80 |
| 2    | Германия       | Николь Майнц Анна Догонадзе Тина Людвиг Ирмгард Эрл                  | 115.50 |
| 3    | Великобритания | Клэр Райт Кирстен Лаутон Виктория Поллард Аурора Некко               | 114.40 |
| 4    | Канада         | Карен Кокбёрн Бренна Кеймси Хезер Роуз-Макманус Лидия Занон          | 114.40 |
| 5    | Беларусь       | Галина Лебедева Людмила Падасенко Наталья Карпенкова Татьяна Петреня | 113.30 |

#### Синхронные прыжки
| Ранг | Гимнаст                            | Страна         | Очки  |
| ---- | ---------------------------------- | -------------- | ----- |
| 1    | Оксана Цухулева Елена Мовчан       | Украина        | 50.50 |
| 2    | Тина Людвиг Анна Догонадзе         | Германия       | 49.90 |
| 3    | Наталья Карпенкова Галина Лебедева | Беларусь       | 48.10 |
| 4    | Лидия Занон Карен Кокбёрн          | Канада         | 47.40 |
| 5    | Клэр Райт Кирстен Лаутон           | Великобритания | 46.20 |
| 6    | Магали Труше Стефани Паланж        | Франция        | 45.50 |
| 7    | Наталья Чернова Ирина Караваева    | Россия         | 37.70 |
| 8    | Хирои Токума Акико Фуру            | Япония         | 23.00 |

#### Акробатическая дорожка
| Ранг | Гимнаст            | Страна         | Очки  |
| ---- | ------------------ | -------------- | ----- |
| 1    | Елена Чабаненко    | Украина        | 73.30 |
| 2    | Лажена Дэвис       | США            | 69.60 |
| 3    | Кэтрин Пебеди      | Великобритания | 69.50 |
| 4    | Анна Коробейникова | Россия         | 68.70 |
| 5    | Алиша Робинсон     | США            | 68.10 |
| 6    | Анна Гайганова     | Россия         | 66.10 |
| 7    | Татьяна Жовтодуп   | Украина        | 66.00 |
| 8    | Севин Тимал        | Франция        | 64.00 |

#### Акробатическая дорожка (командный зачёт)
| Ранг | Страна         | Гимнаст                                                            | Очки   |
| ---- | -------------- | ------------------------------------------------------------------ | ------ |
| 1    | Россия         | Елена Блажина Татьяна Чахновская Анна Коробейникова Анна Гайганова | 103.40 |
| 2    | Украина        | Елена Чабаненко Татьяна Жовтодуп Елена Дрибна Кристина Жерезняк    | 101.80 |
| 3    | Великобритания | Кэтрин Пибоди Элизабет Гау Зои Стайлс                              | 99.10  |
| 4    | Франция        | Севим Тимал Марлен Байет Мелани Ависс Мэрион Лимбо                 | 97.00  |
| 5    | Беларусь       | Жанна Цареня Катерина Кузенкова Жанна Пазникова М. Яшкевич         | 94.00  |

#### Дабл мини-трамп
| Ранг | Гимнаст            | Страна     | Очки  |
| ---- | ------------------ | ---------- | ----- |
| 1    | Марина Муринова    | Россия     | 62.20 |
| 2    | Моника Фернандес   | Аргентина  | 61.80 |
| 3    | Катарина Прокесова | Словакия   | 61.10 |
| 4    | Диди Магаверо      | США        | 59.60 |
| 5    | Шерил Джонсон      | Канада     | 51.40 |
| 6    | Тара Сивил         | США        | 42.10 |
| 7    | Якинта Харфорд     | Австралия  | 31.00 |
| 8    | Сабрин Тейксера    | Португалия | 29.60 |

#### Дабл мини-трамп (командный зачёт)
| Ранг | Страна     | Гимнаст                                                     | Очки  |
| ---- | ---------- | ----------------------------------------------------------- | ----- |
| 1    | Россия     | Ирина Васильева Марина Муринова Светлана Баландина          | 93.80 |
| 2    | Португалия | Рита Коста Марта Ферреро Речел Пинто Сабрин Тейксера        | 92.90 |
| 3    | Австралия  | Кахли Ридж Робин Форбс Якинта Харфорд                       | 92.70 |
| 4    | США        | Эрин Смит Тара Сивил Диди Магаверо                          | 92.30 |
| 5    | Канада     | Лиза Колусси-Митрюк Шерил Джонсон Шэннон Ли Кассандра Сивек | 92.00 |